# Rubus constrictus
Rubus constrictus là loài thực vật có hoa trong họ Hoa hồng. Loài này được P.J. Müll. & Lefèvre miêu tả khoa học đầu tiên năm 1859.